# Beman Gates Dawes

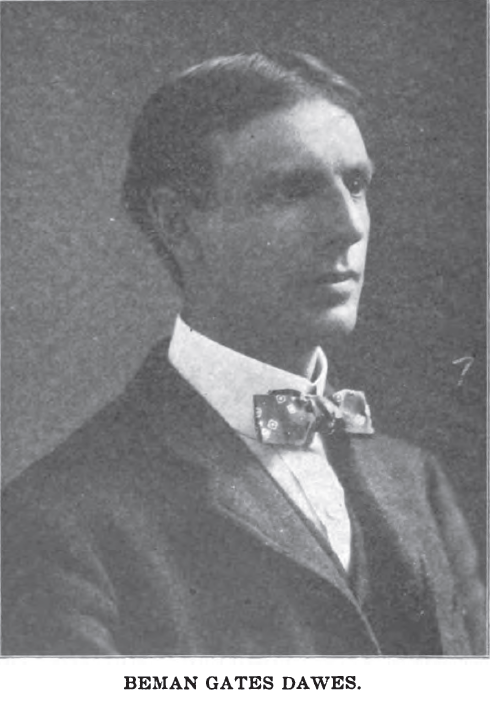
Beman Gates Dawes

Beman Gates Dawes (* 14. Januar 1870 in Marietta, Ohio; † 15. Mai 1953 in Newark, Ohio) war ein US-amerikanischer Politiker. Zwischen 1905 und 1909 vertrat er den Bundesstaat Ohio im US-Repräsentantenhaus.

## Werdegang
Beman Dawes war ein Nachfahre von William Dawes (1745–1799), einem Kämpfer im Amerikanischen Unabhängigkeitskrieg. Er war außerdem der Sohn des Kongressabgeordneten Rufus R. Dawes (1838–1899). Sein Bruder Charles (1865–1951) war von 1925 bis 1929 Vizepräsident der Vereinigten Staaten. Dawes besuchte die öffentlichen Schulen seiner Heimat sowie die Marietta Academy und das dortige College. Danach arbeitete er in der Holzwirtschaft und später in der öffentlichen Versorgung. Politisch war er wie sein Vater und Bruder Mitglied der Republikanischen Partei.
Bei den Kongresswahlen des Jahres 1904 wurde Dawes im 15. Wahlbezirk von Ohio in das US-Repräsentantenhaus in Washington, D.C. gewählt, wo er am 4. März 1905 die Nachfolge von H. Clay Van Voorhis antrat. Nach einer Wiederwahl konnte er bis zum 3. März 1909 zwei Legislaturperioden im Kongress absolvieren. Im Jahr 1908 verzichtete er auf eine weitere Kandidatur.
Nach seiner Zeit im US-Repräsentantenhaus stieg Beman Dawes in das Ölgeschäft ein. Außerdem war er an der Herstellung elektrischer Eisenbahnen beteiligt. Er gründete das Dawes Arboretum, eine Einrichtung zur Förderung der Ausbildung von Jugendlichen. Ab 1914 war er Präsident und Vorstandsvorsitzender der Pure Oil Co. Zum Zeitpunkt seines Todes war er noch immer im Vorstand dieser Ölfirma. Er starb am 15. Mai 1953 in Newark, wo er in einem Mausoleum in seinem Arboretum auch beigesetzt wurde.